# First You Dream, Then You Die
First You Dream, Then You Die é o primeiro episódio da primeira temporada de Bates Motel. O episódio foi assistido por 3.04 milhões de pessoas nos Estados Unidos.

## Enredo
A viúva Norma Louise Bates e seu filho de 17 anos de idade, Norman, mudam-se do Arizona para White Pine Bay, Oregon, onde eles compram um motel seis meses após a morte repentina do pai de Norman. Norma tem a intenção de reabrir o motel em uma tentativa de construir uma nova vida. Em seu primeiro dia em sua nova escola, Norman faz amizade com a garota local popular, Bradley Martin, que o leva para sair para uma noite na cidade com seus amigo. Norman também conhece a senhorita Watson, sua avançada professora de inglês. Enquanto Norman está fora com Bradley na madrugada, o ex-proprietário do motel bêbado, Keith Summers, invade a casa e estupra Norma. Norman chega para trás e o nocauteia, depois Norma assassina-o. A dupla despeja o corpo no porto. Naquela mesma noite, Norma e Norman se encontram com o Sheriff Romero e vice-Shelby, que aparecem para olhar em torno do motel por razões desconhecidas. Na sala 4 do motel, Norman encontra um caderno cheio de desenhos que mostram mulheres que estão sendo torturadas. Da mesma forma, a mulher é vista drogada e acorrentadas em algum lugar, indicando que uma presença sinistra, muito mais do que Norman e sua mãe, reside na cidade. Norma muda o nome do motel para Bates Motel.

## Trilha sonora
- Beast of Burden - The Rolling Stones
- Rival - Black Rebel Motorcycle Club
- The Tourist - Radiohead
- Sinfoni No. 3 Op. 55 "Eroica": IV.  Finale: Allegro Molto - Poco Andante -  Presto (Beethoven) - Orchestra Di Padova E Del Veneto & Peter Maag
- Wham Bam - Clooney[2]